# ليندساي برايس
ليندساي برايس (بالإنجليزية: Lindsay Price) هي مغنية وممثلة أمريكية، ولدت في 6 ديسمبر 1976 بأركاديا في الولايات المتحدة.

## أعمال

### مسلسلات
- إن سي آي إس
- بيبر دينيس
- بيفرلي هيلز 90210
- كاسل
- كيف قابلت أمكما
- هاواي فايف أو

## وصلات خارجية
- ليندساي برايس على موقع IMDb (الإنجليزية)
- ليندساي برايس على موقع روتن توميتوز (الإنجليزية)
- ليندساي برايس على موقع ألو سيني (الفرنسية)
- ليندساي برايس على موقع أول موفي (الإنجليزية)
- ليندساي برايس على موقع إن إن دي بي (الإنجليزية)
- ليندساي برايس على موقع قاعدة بيانات الفيلم (الإنجليزية)
- ليندساي برايس على موقع كينوبويسك (الروسية)